# Frank Milautzcki
Frank Milautzcki (* 29. Juni 1961 in Miltenberg) ist ein deutscher Schriftsteller, Herausgeber und bildender Künstler.

## Leben und Werk
Frank Milautzcki studierte Sozialarbeit, war in verschiedenen Punk- und Rockbands als Musiker aktiv und jobbte unter anderem als Schichtarbeiter in der chemischen Industrie. Seit 1995 betätigt sich Frank Milautzcki als Lyriker, Herausgeber, Essayist, bildender Künstler und Kleinverleger. Als Lyriker schöpft er die Bandbreite zeitgenössischer Möglichkeiten aus und betritt dabei auch neue Wege, um moderne Poesie per Zeichnung, Collage, Cut-up oder CopyArt dingfest zu machen. Er ediert das Assembling Cardmaker für kleinformatige Kunst sowie die Literaturzeitschrift Das Zweite Bein und ist Herausgeber von Einzeltiteln und Anthologien moderner bzw. vergessener Autoren ab 1900 (u. a. Gusto Gräser, Emil Szittya) in seinem kleinen Verlag im Proberaum 3.
Frank Milautzcki lebt in Klingenberg am Main.

## Einzeltitel

### Gedichtbände
- mit Armin Steigenberger: sprich: malhorndekor und barbotine. Gedichte.  Mit Titel-Handschriften der Autoren, Vogel und Fitzpatrick Verlag GbR Black Ink, Scheuring 2021, ISBN 978-3-930654-45-1.
- verzargen | ein hölzernes alphabet | reihe staben [band 22] Gutleut Verlag, Frankfurt am Main 2022.
- schwarz drosseln, Gutleut Verlag, Frankfurt am Main 2017.
- Langustenbäume die auch reden. Gedichte zu Collagen von Stefan Heuer. fixpoetry Lesehefte, Hamburg 2009.
- Hemden denken. fixpoetry Lesehefte, Hamburg 2009.
- Und Chrys fragt wieviel Stück, Silver Horse Edition, Marklkofen 2006.
- Naß einander nicht fremd, Edition YE, Sistig/Eifel 2006.
- Eine Weile lang und sehe Rauch (2006).
- Im Bauch der Orgel kribbelt jeder Klang auf meiner Haut. Gedichte aus Korsika, edition futura black, Itzehoe 2005.
- Silberfische, edition bauwagen, Itzehoe 2002.

### Mappenwerke
- Die Gegenden unweit der Mitte. Originalgrafik und Gedichte (2006).
- Ich träumte der Welt ein Zuhause. Originalgrafik und Gedichte (2005).

### Essay
- Reinhard Goering – ein Unbekannter auf dem Berg der Wahrheit (2007).
- Grundlegendes zur Lyrik der Gegenwart (2009).

### Herausgaben
- Kein Thema. Anthologie Gedichte. (hrsg. zus. mit Julietta Fix); fixpoetry Lesehefte, Hamburg 2010.
- Gusto Gräser, Gedichte des Wanderers, Verlag im Proberaum, Klingenberg 2006.
- Vom Rinnstein in die Nasenquetsche. Dirnenlieder und andere Gedichte von der Liebe, edition bauwagen, Itzehoe 2005.

## In Anthologien und Zeitschriften (Auswahl)
- Karl Otto Conrady (Hrsg.): Der Große Conrady. Das Buch deutscher Gedichte. Von den Anfängen bis zur Gegenwart. Artemis & Winkler, Düsseldorf 2008.
- Axel Kutsch (Hrsg.): Versnetze. Das große Buch der neuen deutschen Lyrik. Verlag Ralf Liebe, Weilerswist 2008.
- Helmut Zwanger: GOTT im Gedicht. Klöpfer & Meyer, Tübingen 2007.
- Theo Breuer (Hrsg.): NordWestSüdOst. Edition YE, Sistig/Eifel 2003.
- Axel Kutsch (Hrsg.): Blitzlicht. Deutsche Kurzlyrik aus 1100 Jahren. Landpresse, Weilerswist 2001.
- Theo Breuer (Hrsg.): Wörter sind Wind in Wolken. edition bauwagen, Itzehoe 2000.
- Axel Kutsch (Hrsg.): Jahrhundertwende. Landpresse, Weilerswist 1996.

- Literaturzeitschriften: Akzente, Faltblatt, Muschelhaufen, außer.dem u. a.
- Künstlerzeitschriften: el mail tao, Edition YE, Body & Soul, Spinne u. a.